# 王文华 (1948年)
王文华（1948年2月—），男，汉族，天津人，中华人民共和国政治人物，曾任中共天津市委常委、天津市委政法委书记，天津市政协副主席。